# Hylettus excelsus
Hylettus excelsus là một loài bọ cánh cứng trong họ Cerambycidae.